# Teresa Weatherspoon
Teresa Weatherspoon, född den 8 december 1965 i Pineland, Texas, är en amerikansk basketspelare som tog tog OS-guld 1988 i Seoul. Detta var USA:s andra OS-guld i dambasket i rad. Weatherspoon var även med fyra år senare i Barcelona och tog tog OS-brons 1992.

## Klubbhistorik
- 1984–1988 Louisiana Tech
- 1988–1992 Busto Arsizio
- 1992–1993 Magenta
- 1993–1994 Como
- 1994–1996 CSKA Moskva
- 1997–2003 New York Liberty
- 2004 Los Angeles Sparks